# Волсолл (футбольний клуб)
Футбольний клуб «Волсолл» (англ. Walsall Football Club) — англійський футбольний клуб з однойменного міста. Заснований 1888 року як «Волсолл Таун Свіфтс» (англ. Walsall Town Swifts) у результаті об'єднання «Волсолл Таун» (англ. Walsall Town F.C.) і «Волсолл Свіфтс» (англ. Walsall Swifts F.C.). Клуб став одним із засновників Другого дивізіону 1892 року. Прізвисько клубу (англ. The Saddlers) відображує статус Волсолла як традиційного центру виробництва сідел.

## Досягнення
- Чемпіон Четвертого дивізіону (зараз Друга ліга): 1959–60, 2006–07